# Jimera de Líbar
 Jimera de Líbar est une commune de la province de Malaga dans la communauté autonome d'Andalousie en Espagne.

## Géographie

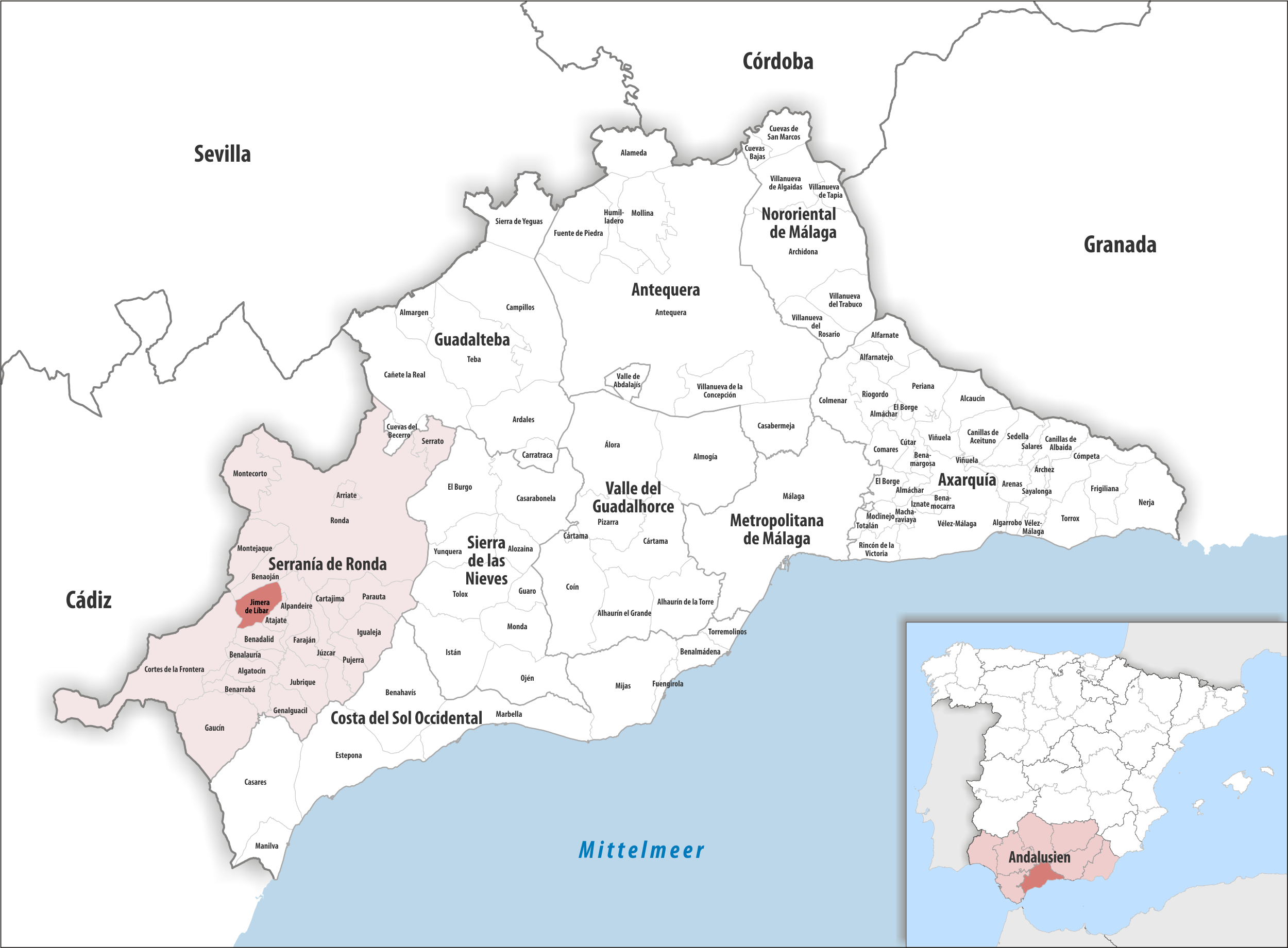
Jimera de Líbar dans la province de Malaga / en Andalousie

### Localisation
La commune de Jimera de Líbar fait partie de la comarque de Serranía de Ronda, province de Malaga.
Malaga est à 126 km à l'est (avec un assez grand détour par le nord-est qui évite les petites routes de montagne passant entre les sommets du parc national de la Sierra de las Nieves) ; 
Gibraltar à 86 km au sud ; 
Jerez de la Frontera à 108 km à l'ouest ;
Cadix à 126 km ouest-sud-ouest.
La commune est traversée du nord au sud par le Guadiaro (es), avec le village à environ 1 km de la rive gauche (côté est). La partie à l'ouest du fleuve correspond à peu près à un tiers de la surface de la commune, et se trouve dans le parc naturel de la Sierra de Grazalema qui inclut ponctuellement le cours d'eau. La vallée du Guadiaro est aussi empruntée par une voie de chemin de fer, avec une station à la hauteur de Jimera.

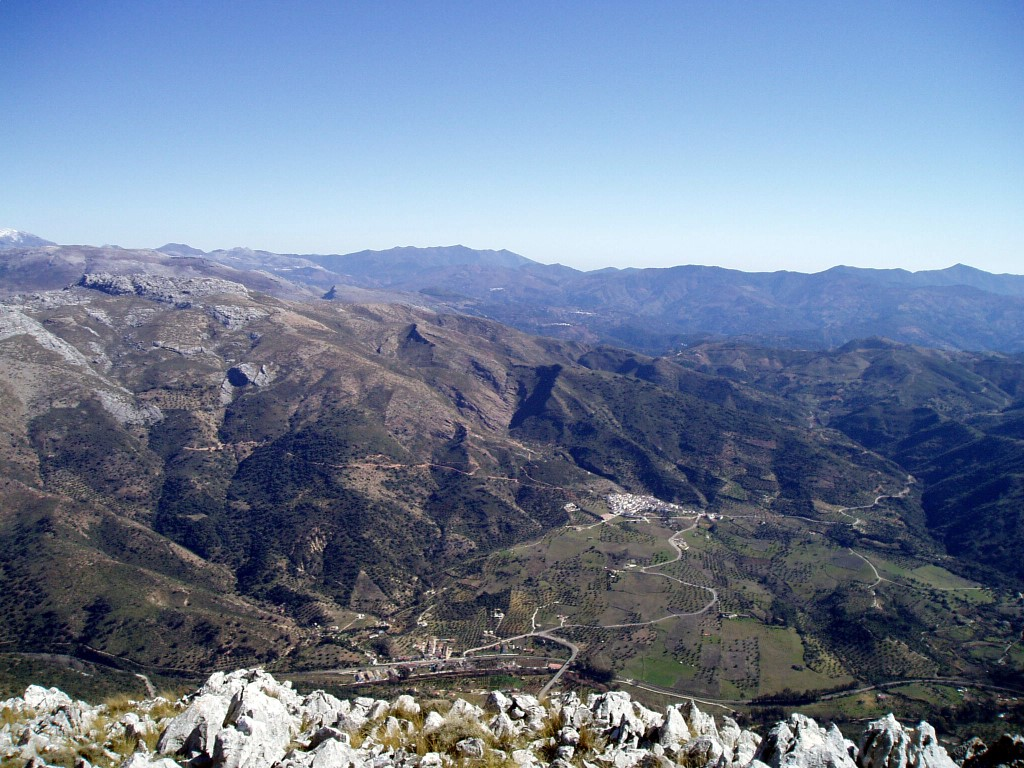
Vue vers le sud-est sur Jimera de Líbar depuis les hauteurs du parc naturel de la Sierra de Grazalema
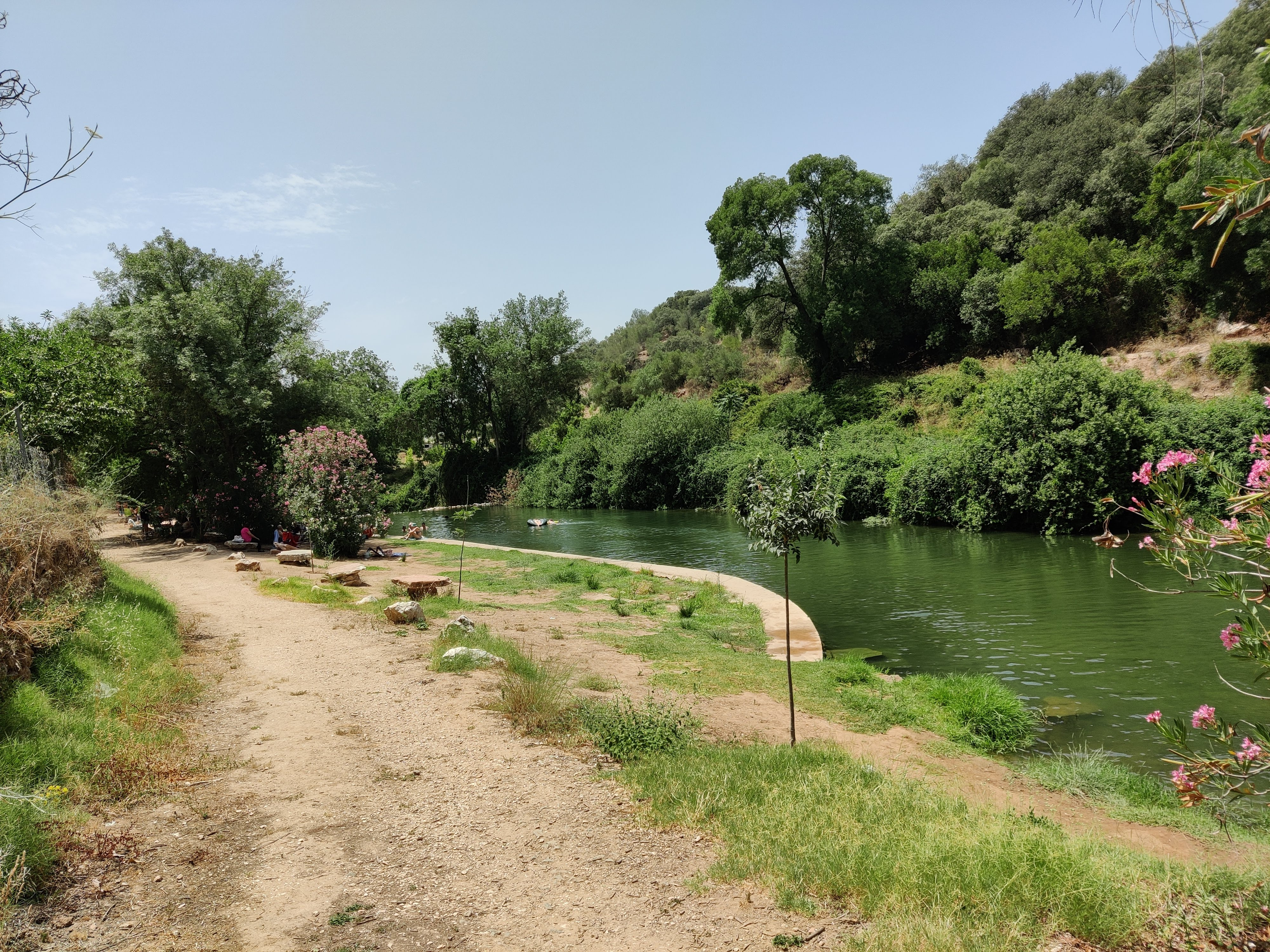
Le Guadiaro un peu en amont de la gare, vue vers le sud

## Démographie
| 1991 | 1996 | 2001 | 2004 | 2005 | 2012 |
| ---- | ---- | ---- | ---- | ---- | ---- |
| 482  | 428  | 359  | 410  | 435  | 463  |